# Lonicera strophiophora
Lonicera strophiophora är en kaprifolväxtart som beskrevs av Adrien René Franchet. Lonicera strophiophora ingår i släktet tryar, och familjen kaprifolväxter.

## Underarter
Arten delas in i följande underarter:
- L. s. glabra
- L. s. glabrifolia